# كريستيان جريكو
كريستيان جريكو (بالإيطالية: Christian Greco)‏ هو عالم مصريات ومدير إيطالي، ولد في 15 أبريل 1975 في بلدة أرزينيانو في إيطاليا.